# Lia Dorana
Lia Dorana, nome artístico de Beppy van Werven (Haia, 18 de julho de 1918 - 4 de dezembro de 2010) foi uma humorista, cantora e atriz neerlandesa.